# 罗浮山瓶蕨
罗浮山瓶蕨（学名：Vandenboschia lofoushanensis），为膜蕨科瓶蕨属下的一个植物种。